# Caico Cycling Team
Das Caico Cycling Team war ein puerto-ricanisches Radsportteam mit kolumbianischer Lizenz.
Die Mannschaft wurde 2006 mit einer puerto-ricanischen Lizenz als Continental Team gegründet, mit der sie hauptsächlich an Rennen der UCI America Tour teilnimmt. 2007 und 2008 fuhr das Team mit einer kolumbianischen Lizenz. Manager war Agustin Font Lopez.

## Saison 2008

### Erfolge in der UCI America Tour
Bei den Rennen der  UCI America Tour im Jahr 2008 gelangen dem Team nachstehende Erfolge.
| Datum       | Rennen                                       | Fahrer     |
| ----------- | -------------------------------------------- | ---------- |
| 25. Februar | 3. Etappe Vuelta a la Independencia Nacional | Wendy Cruz |

### Zugänge – Abgänge
| Zugänge         | Team 2007 | Abgänge           | Team 2008 |
| --------------- | --------- | ----------------- | --------- |
| Enrique Matei   | Neoprofi  | Eudaldo Asencio   | Unbekannt |
| Carlos Pulgarin | Neoprofi  | Ruben Borrero     | Unbekannt |
| Augusto Sánchez | Neoprofi  | Gabriel Castano   | Unbekannt |
| Euris Vidal     | Neoprofi  | Eduardo Colon     | Unbekannt |
|                 |           | Pedro Monroig     | Unbekannt |
|                 |           | Edgardo Richiez   | Unbekannt |
|                 |           | Hector Jaime Rios | Unbekannt |

### Mannschaft
| Name               | Geburtstag        | Nationalität            |
| ------------------ | ----------------- | ----------------------- |
| Augusto Sánchez    | 19. Dezember 1983 | Dominikanische Republik |
| Alejandro Cortés   | 2. Dezember 1977  | Kolumbien               |
| Wendy Cruz         | 7. März 1976      | Dominikanische Republik |
| Josean Duprey      | 3. Oktober 1985   | Puerto Rico             |
| Agustin Font       | 24. Mai 1977      | Puerto Rico             |
| Alexander González | 1. November 1979  | Kolumbien               |
| Jairo Jaime        | 26. Oktober 1984  | Kolumbien               |
| Jorge Martinez     | 5. November 1975  | Kolumbien               |
| Enrique Matei      | 20. Februar 1988  | Puerto Rico             |
| Diego Navarro      | 6. Dezember 1988  | Kolumbien               |
| Carlos Pulgarin    | 4. April 1984     | Kolumbien               |
| Euris Vidal        | 20. Juli 1987     | Dominikanische Republik |
| Javier Zapata      | 16. Oktober 1969  | Kolumbien               |

## Platzierungen in UCI-Ranglisten
UCI America Tour
| Saison | Mannschaftswertung | Fahrerwertung |
| ------ | ------------------ | ------------- |
| 2008   | 13.                |               |